# Sommarspelen (TV-program)
Sommarspelen var ett tävlingsprogram producerat av STO-CPH, som sändes i sex avsnitt i Kanal 5, från 11 september 2011.